# Окутама (езеро)
Язовир Окутама (по английската Система на Хепбърн Okutama) е най-голямото езеро в Токио и префектура Яманаши, Япония.
Водоемът се намира над язовир Огочи. Езерото навлиза в част от територията на град Окутама в район Нишитама, Токио и на село Табаяма в район Китацуро. Той е важен източник на питейна вода за Токио.
Язовирът е изграден на река Тама – тя се влива в езерото в западния му край и се оттича от него в източния му край. От югоизток река Кусуге също се влива в Окутама.
Обкражаващата го растителност е от ханами (черешови цветове), които разцъфтяват през пролетта.